# Футбольный матч Словения — Россия (2009)
Футбольный матч между сборными командами Словении и России состоялся 18 ноября 2009 в словенском городе Мариборе на стадионе «Людски врт». Это был ответный матч серии стыковых игр зоны УЕФА за право на участие в чемпионате мира по футболу 2010 года (в первом матче, проходившем в Москве, Россия победила 2:1). Игра завершилась поражением сборной России со счётом 1:0, единственный гол забил Златко Дедич на 44-й минуте. По сумме двух встреч была ничья 2:2, но словенцы прошли на чемпионат мира благодаря правилу гола на выезде (в случае ничьей по сумме двух игр команда, забившая большее число голов на чужом поле, побеждает).
Игра стала скандально известна в России сразу  из-за нескольких причин. Во-первых, национальная сборная после успешного выступления на Евро-2008 неожиданно не попала на мировое первенство, уступив не самому грозному сопернику. Во-вторых, впервые сразу два игрока были удалены в составе сборной России в ходе официального матча. В-третьих, впервые в истории фанаты сборной России обратились в ФИФА с требованием переигровки и/или дисквалификации сборной Словении, приводя в качестве аргумента некомпетентное судейство.

## Путь к стыковым матчам

### Словения
Сборная Словении всего на два очка отстала от победителей группы — сборной Словакии, упустив первое место в последнем туре. В рейтинге команд, занявших вторые места, Словения удерживала пятую строчку. Позади словенцев остались участники предстоящего чемпионата Европы Чехия и Польша.
| М | Команда           | И  | В | Н | П  | Мячи    | ±   | О  |
| - | ----------------- | -- | - | - | -- | ------- | --- | -- |
| 1 | Словакия          | 10 | 7 | 1 | 2  | 22 − 10 | +12 | 22 |
| 2 | Словения          | 10 | 6 | 2 | 2  | 18 − 4  | +14 | 20 |
| 3 | Чехия             | 10 | 4 | 4 | 2  | 17 − 6  | +11 | 16 |
| 4 | Северная Ирландия | 10 | 4 | 3 | 3  | 13 − 9  | +4  | 15 |
| 5 | Польша            | 10 | 3 | 2 | 5  | 19 − 14 | +5  | 11 |
| 6 | Сан-Марино        | 10 | 0 | 0 | 10 | 1 − 47  | −46 | 0  |

И — игры, В — выигрыши, Н — ничьи, П — проигрыши, Мячи — забитые и пропущенные голы, ± — разница голов, О — очки

### Россия
Сборная России, которая почти не теряла очков в своей квалификационной группе, в решающем матче за первое место уступила немцам и прошла в стыковые матчи УЕФА. В рейтинге вторых команд Россия заняла первое место по очкам и разнице мячей.
| М | Команда     | И  | В | Н | П | Мячи    | ±   | О  |
| - | ----------- | -- | - | - | - | ------- | --- | -- |
| 1 | Германия    | 10 | 8 | 2 | 0 | 26 − 5  | +21 | 26 |
| 2 | Россия      | 10 | 7 | 1 | 2 | 19 − 6  | +13 | 22 |
| 3 | Финляндия   | 10 | 5 | 3 | 2 | 14 − 14 | 0   | 18 |
| 4 | Уэльс       | 10 | 4 | 0 | 6 | 9 − 12  | −3  | 12 |
| 5 | Азербайджан | 10 | 1 | 2 | 7 | 4 − 14  | −10 | 5  |
| 6 | Лихтенштейн | 10 | 0 | 2 | 8 | 2 − 23  | −21 | 2  |

И — игры, В — выигрыши, Н — ничьи, П — проигрыши, Мячи — забитые и пропущенные голы, ± — разница голов, О — очки

## Прогнозы и указания

### Возможность попадания России
При очевидной разнице в классе и местах в рейтинге ФИФА, а также проценту набранных очков, большинство экспертов считали, что Россия должна победить Словению и выйти в финальную часть чемпионата мира. Чемпион Европы-1960 Виктор Понедельник назвал Словению «деревенской сборной» и потребовал, чтобы сборная России играла в максимально атакующем стиле, пытаясь продавить оборону соперника. Уверены были в победе игроки россиян Александр Кержаков, который считал перевес в счёте в первой игре преимуществом сборной России, и Дмитрий Сычёв, который не видел драматизма в первом стыковом матче. Поддерживали сборную России также деятели РФС — действовавший президент Виталий Мутко, который готов был постирать футболки сборной России в случае выхода на чемпионат мира, и заместитель гендиректора Сергей Куликов.

### Возможность попадания Словении
Однако словенские игроки и тренеры не исключали возможность сенсации в стыковых матчах и своей победе по итогам двух встреч. Даже российские специалисты сомневались в успешном исходе матча в Мариборе, особенно после игры Азербайджан—Россия, которая не влияла уже на положение команд в квалификационной группе. Категорически был настроен Златко Захович, легендарный игрок сборной Словении. В одном из своих интервью он заявил, что Словения легко выиграет у сборной России дома и выйдет в финальную часть чемпионата мира, а поражение в Москве он объяснил плохим качеством поля. Ещё раньше он резко назвал Россию «нефутбольной страной», хотя впоследствии отрицал это и уверял, что его слова неправильно поняли.
Также был осторожен в своих оценках и чемпион СССР-1984 в составе «Зенита» Сергей Дмитриев, который сказал, что счёт может стать преимуществом и для сборной Словении — для выхода на ЧМ ей достаточно было выиграть со счётом 1:0 или с разницей более чем в два мяча. Предчувствовал поражение и ещё один человек, связанный с «Зенитом» — актёр Михаил Боярский, который предсказал счёт встречи. О жёсткой игре словенцев россиян предупредил и полузащитник сборной Польши Мариуш Левандовский, который помнил о поражении со счётом 0:3 от словенцев. Премьер-министр Словении Борут Пахор пообещал даже почистить обувь игрокам национальной сборной в случае её выхода.

## Матч

### Первый тайм
Игра началась с мощных атак словенцев, которые, однако, по расстановке использовали строго оборонительную тактику. На первых минутах Миливое Новакович воспользовался позиционной ошибкой защитников и вышел один на один с Игорем Акинфеевым, но вратарь спас ворота сборной России. На 9-й минуте Сергей Игнашевич чуть не срезал мяч в свои ворота, но за гостей сработала штанга. Всего же было нанесено пять ударов в дебюте по воротам россиян, из них четыре были в створ ворот. Ещё одну возможность имел Златко Дедич, получив навес от Миливое Новаковича и перепрыгнув Романа Павлюченко, но его удар взял Акинфеев. Россияне огрызнулись лишь однажды, когда на 19-й минуте Павлюченко с разворота опасно бил по воротам Самира Хандановича. Позднее Новакович с 18 метров пробил по воротам, но Акинфеев взял и этот удар, повторная попытка на 26-й минуте с линии штрафной также не увенчалась успехом.
Контратаки россиян задействовались только к 30-й минуте, и к тому моменту у сборной России были сразу два игрока, которые получили карточки: Юрий Жирков (за снос Марко Шулера) и Динияр Билялетдинов (за удар Миливое Новаковича). К тому же получил лёгкую травму Александр Радосавлевич. На 40-й минуте Сергей Игнашевич, пробив штрафной удар, угодил мячом прямо в лицо Миливое Новаковичу, ставшему в «стенку». Потребовалось вмешательство врачей, чтобы привести словенца в чувство. Несмотря на потерю, словенцы усилили натиск и на 44-й минуте добились своего. Вальтер Бирса навесил мяч в штрафную, обыграв Динияра Билялетдинова. Златко Дедич вырвался из-за спины Сергея Игнашевича и вколотил мяч в сетку ворот, открыв счёт в матче.

### Второй тайм

#### Начало тайма
После перерыва в составе сборной России происходят сразу две замены: Романа Павлюченко и Рената Янбаева меняют соответственно Александр Кержаков и Сергей Семак. Брак в передачах и малое владение мячом сыграли свою роль в непонятной игре в ходе второго тайма. Словенцы же срочно перешли в оборону, дабы не потерять своё преимущество. Но даже в таких условиях Миливое Новакович в контратаке с 25 метров чуть не поразил ворота россиян, воспользовавшись ошибкой Василия Березуцкого. Ответ у россиян не получался — Динияр Билялетдинов не мог пройти защитников сборной Словении, которые постоянно сбивали его, однако Александр Кержаков своей активностью давал шанс на сравнивание счёта.

#### Удаление Кержакова
На 67-й минуте произошёл эпизод, который стал роковым для сборной России и вызвал массовые возмущения футбольных фанатов. После прострела Юрия Жиркова Александр Кержаков в падении пытался переправить мяч в ворота, но снаряд оказался в руках Самира Хандановича. Кержаков попытался выбить мяч из рук Хандановича, и в этот момент завязалась потасовка. Норвежский арбитр Терье Хауге тут же показал красную карточку Кержакову за нападение на вратаря, хотя по видеоповтору было видно, что Кержаков не бил вратаря, а пытался проверить, зафиксирован ли мяч. Впрочем, Хандановичу судья также показал карточку за разговоры с арбитром. Этот эпизод вызвал бурю негодования — ещё раньше Кержакова ударил Боштьян Цесар, но судья проигнорировал этот момент.
Осознав, что в ЮАР вместо России может попасть Словения, Хиддинк немедленно бросил в бой Павла Погребняка, убрав Динияра Билялетдинова. И тут же у нападающего «Штутгарта» возник момент — тот пробивал в упор, но Ханданович на линии вратарской парировал этот удар. Россия устроила навал на ворота, который оказался безрезультатным.

#### Инцидент с Игорем Акинфеевым
Примерно за 10 минут до конца игры во вратаря сборной России Игоря Акинфеева болельщики словенцев стали швырять посторонние предметы. Как говорил потом сам Акинфеев, сначала ему в спину стали кидать монеты, а затем ему туда попали каким-то увесистым предметом — то ли зажигалкой, то ли складным ножом. Вратарь российской сборной отнёс предмет судье, и тот по правилам мог остановить встречу для разбора обстоятельств происшествия. Однако Хауге ограничился лишь тем, что передал подозрительный предмет резервному арбитру, и тут же дал свисток о продолжении матча, что впоследствии вызвало негодование у российских фанатов (см. ниже).
На табло тем временем шла 85-я минута, и именно тогда у россиян появился последний шанс на сравнивание счёта. На скорости Юрий Жирков ворвался в штрафную площадь, добежал до вратарской и нанёс плотный удар. Но если бы не реакция Самира Хандановича, который по-гандбольному его парировал, счёт бы сравнялся. Ещё через три минуты в штрафную прибежал Акинфеев, но словенцы грамотно оборонялись и выдержали навал после розыгрыша стандартного положения.

#### Удаление Жиркова и конец матча
В добавленное арбитром время Юрий Жирков вступил в перепалку с запасным игроком сборной Словении Матеем Мавричем и человеком, подающим мячи — они тянули время и не желали отдавать Юрию мяч для сброса аута. Завязалась ещё одна потасовка, в ходе которой Маврич картинно упал, и арбитр тут же показал вторую жёлтую карточку для Жиркова, которая стала для него ещё и красной. Второе удаление в матче окончательно деморализовало сборную России. Только на последней минуте защитник сборной России Василий Березуцкий нанёс последний удар по воротам Хандановича, но мяч пролетел мимо дальнего угла. Спустя небольшой отрезок времени Хауге дал свисток о завершении матча. В финальный этап чемпионата мира отправилась Словения, выбив Россию из борьбы.

## Итоговый отчёт
| Словения         | 1 : 0      | Россия |
| ---------------- | ---------- | ------ |
| Златко Дедич 44′ | (Протокол) |        |

| Словения | Россия |

| СЛОВЕНИЯ:  |    |                        |  |     |  |  |  |       |
|            |    |                        |  |     |  |  |  |       |
| В          | 1  | Самир Ханданович       |  | 66' |  |  |  |       |
| З          | 2  | Мишо Бречко            |  |     |  |  |  |       |
| З          | 4  | Марко Шулер            |  |     |  |  |  |       |
| З          | 5  | Боштьян Цесар          |  |     |  |  |  |       |
| З          | 13 | Боян Йокич             |  |     |  |  |  |       |
| П          | 8  | Роберт Корен           |  | 76' |  |  |  |       |
| П          | 10 | Вальтер Бирса          |  | 55' |  |  |  | 78'   |
| П          | 17 | Андраж Кирм            |  |     |  |  |  |       |
| П          | 18 | Александр Радосавлевич |  |     |  |  |  |       |
| Н          | 11 | Миливое Новакович      |  |     |  |  |  |       |
| Н          | 14 | Златко Дедич           |  |     |  |  |  | 90+4' |
| Запасные:  |    |                        |  |     |  |  |  |       |
| Н          | 7  | Нейц Печник            |  |     |  |  |  | 78'   |
| Н          | 16 | Далибор Стеванович     |  |     |  |  |  | 90+4' |
| З          | 3  | Матей Маврич           |  |     |  |  |  |       |
| З          | 6  | Бранко Илич            |  |     |  |  |  |       |
| Н          | 9  | Златан Любиянкич       |  |     |  |  |  |       |
| В          | 12 | Ясмин Ханданович       |  |     |  |  |  |       |
| П          | 15 | Рене Крхин             |  |     |  |  |  |       |
| Тренер:    |    |                        |  |     |  |  |  |       |
| Матьяж Кек |    |                        |  |     |  |  |  |       |

| РОССИЯ:     |    |                     |  |          |  |  |  |     |
|             |    |                     |  |          |  |  |  |     |
| В           | 1  | Игорь Акинфеев      |  |          |  |  |  |     |
| З           | 2  | Александр Анюков    |  |          |  |  |  |     |
| З           | 4  | Сергей Игнашевич    |  |          |  |  |  |     |
| З           | 5  | Василий Березуцкий  |  |          |  |  |  |     |
| З           | 13 | Ренат Янбаев        |  |          |  |  |  | 46' |
| П           | 6  | Динияр Билялетдинов |  | 22'      |  |  |  | 77' |
| П           | 7  | Игорь Денисов       |  | 73'      |  |  |  |     |
| П           | 17 | Константин Зырянов  |  |          |  |  |  |     |
| П           | 18 | Юрий Жирков         |  | 7' 90+1' |  |  |  |     |
| Н           | 9  | Роман Павлюченко    |  |          |  |  |  | 46' |
| Н           | 10 | Андрей Аршавин      |  |          |  |  |  |     |
| Запасные:   |    |                     |  |          |  |  |  |     |
| П           | 11 | Сергей Семак        |  |          |  |  |  | 46' |
| Н           | 16 | Александр Кержаков  |  | 66'      |  |  |  | 46' |
| Н           | 14 | Павел Погребняк     |  |          |  |  |  | 77' |
| З           | 3  | Денис Колодин       |  |          |  |  |  |     |
| П           | 8  | Игорь Семшов        |  |          |  |  |  |     |
| В           | 12 | Владимир Габулов    |  |          |  |  |  |     |
| П           | 15 | Алан Дзагоев        |  |          |  |  |  |     |
| Тренер:     |    |                     |  |          |  |  |  |     |
| Гус Хиддинк |    |                     |  |          |  |  |  |     |

## Реакция

### Игроки
Российские футболисты были в шоке после поражения от сборной Словении. Сергей Семак был очень потрясён поражением, и во время перелёта в Москву его давление резко упало, вследствие чего потребовалось вмешательство врача. Игроки сборной в самолёте обратились к Хиддинку с просьбой не уходить из сборной России даже после этой игры. Андрей Аршавин на своём сайте официально попросил прощения у российских болельщиков.

### Тренеры и специалисты
Шок после игры был настолько велик, что Гус Хиддинк отказался приходить на пресс-конференцию, однако после матча дал интервью журналистам. По его словам, вся команда проиграла этот матч, однако он верит своим игрокам, которые утверждали о многочисленных провокациях словенцев и оскорбительном поведении болельщиков. А вот Матьяж Кек заявил, что его игроки полностью переиграли Россию и, более того, сотворили сенсацию в футбольном мире. По его словам, команда выступала примерно также, как и в 2000-е годы, когда в сборной был Златко Захович.
При ураганной критике со стороны известных игроков сборной СССР и звёзд кино и эстрады решения арбитра по Кержакову и Жиркову были признаны несправедливыми, а Хауге принёс извинения Хиддинку сразу же после встречи. Читатели «Спорт-Экспресса» выбрали Юрия Жиркова лучшим игроком матча, опередив ненамного Игоря Акинфеева, который был признан невиновным в пропущенном голе. Сам же Златко Захович, предсказывавший победу своей сборной, заявил, что Словения является гораздо более опытной и сильной командой, чем Россия, а также раскритиковал всю российскую сборную, хотя впоследствии утверждал, что его не так поняли.

### Пресса
Российская пресса была критична и жестка — в «Спорт-Экспрессе» вышли статьи с заголовками «Самоубийство», «Гол в раздевалку», «Горе в Мариборе», «Чужие на празднике жизни», «Красная карточка на пути в ЮАР», «И Африка нам не нужна». В российских спортивных изданиях это поражение нередко называется одним из наиболее сенсационных, так как Словения занимала 49-е место в рейтинге ФИФА на момент встречи, а Россия была 12-й.

## Фанаты

### Послематчевые инциденты
Российские фанаты были взбешены итогом встречи и после игры закидали камнями автобус сборной России, нецензурно при этом выражаясь в адрес футболистов. При этом российские болельщики успели подраться с группой словенских ультрас, выкрикивавших оскорбления в адрес россиян. В числе пострадавших в послематчевых драках были и сербские фанаты сборной России, которых было на матче около 30 человек.

### Требования о переигровке
Возмущение российских блогеров исходом встречи было настолько велико, что они официально стали требовать немедленной переигровки матча или даже присуждения словенцам технического поражения. По их мнению, судья откровенно судил в пользу словенцев, помогая вставать их игрокам и показывая необоснованно карточки российским футболистам. Однако ввиду того, что в кодексе ФИФА нет пункта, позволяющего аннулировать голы игроков или карточки, фанаты вынуждены были искать более серьёзный аргумент, и этим аргументом стал поступок Хауге, когда он проигнорировал момент с предметом, брошенным в Игоря Акинфеева.
Блогер по имени shdever тут же заявил, что это был раскладной нож, что вызвало начало флэшмоба в Рунете. Россияне начали отправлять в ФИФА письма с требованиями немедленной дисквалификации сборной Словении и автоматического присуждения словенцам технического поражения, однако чаще всего в адрес Международной федерации футбольных ассоциаций приходили письма с требованиями переиграть матч приблизительно следующего содержания:
All Russia needs replay the match with Slovenia and requests the judge to dismiss Terje Hauge for a bribe, or simply biased, I beseech you. We must do something. We fight for the fairness.
Фактически россияне могли опираться на поддержку Гуса Хиддинка, который был возмущён судейством и заявил, что ни одно из всех решений арбитра не было верным. В Интернете предлагалась для отправки и такая версия письма, которую использовали блогеры с более высоким уровнем знания английского языка:
Dear leaders!
We, Russian National Team fans, think that the match Slovenia-Russia was going in unfair conditions. First of all, we think that the refere made many stupid mistakes which had a strong influence on the result of the match. We believe that this refere does not satisfy the requirments of these play-off matches. We believe that Hauge has a strong dislike to Russian Team. We believe that you will do something about this. We hope that the match will be played again in another country between Russia and Slovenia. Although, please draw attention on the knife which was thrown in Igor Akinfeev from the Slovenian Team’s fans from the fan-stands. Russian goalkeeper gave this knife to the refere. This knife could hurt our player. We fight for fairness!
21 ноября блогеры ожидали возможное решение ФИФА по вопросу о матче Словения—Россия, поскольку в этот же день рассматривалась просьба ирландцев о подобной же переигровке матча с Францией, в котором Тьерри Анри умышленно подыграл рукой и помог французам выйти в финальную часть чемпионата мира. Решение собирались огласить в 18:00 по московскому времени. После 18:00 в Интернете разошлась новость приблизительно следующего содержания (орфография и пунктуация поправлены в соответствии с нормами русского языка):
Сегодня в 17:30 по московскому времени состоялось заседание в арбитражном комитете ФИФА. В частности, рассматривались эпизоды матча за путевку на чемпионат мира между сборными Словении и России в Мариборе.
Объективно разобрав каждый эпизод по отдельности, а также тщательно изучив протокол матча, комиссия вынесла вердикт о переигровке матча. Переигровка футбольного матча Словения-Россия, в котором номинально хозяевами поля является Словения, состоится на стадионе «Бежиград» города Любляна, в субботу, 5 декабря 2009 года в 22:45 по московскому времени.
Арбитром на матч назначен Херберт Фандель, ассистировать которому будут Карстен Кадах и Фолкер Фетцель (все — Германия).

На подобное решение уже отреагировал тренер сборной Словении Матьяж Кек: «Это, конечно, сложно — собраться еще раз на матч, подразумевающий такой высокий накал страстей, но мы постараемся еще раз дать бой нашему сопернику и показать, что именно мы заслужили путевку».
.
Отсутствие официальных сведений на сайте ФИФА и сомнительный уровень грамотности оригинального сообщения намекали на то, что подобное сообщение является уткой. Более того, стадион «Бежиград», о котором шла речь, был на реконструкции, а судья Херберт Фандель уже завершил карьеру арбитра. 24 ноября представитель РФС официально заявил, что матч не будет переигрываться ввиду отсутствия причин для подобного шага, подобная просьба ирландцев также была отклонена. Только после жеребьёвки финальной стадии чемпионата мира стало ясно, что результаты стыковых матчей не подлежат обжалованию.
И всё же 1 апреля 2010 года эта тема вновь стала актуальной: в газетах были опубликованы несколько странных статей, в одной из которых сообщалось о дисквалификации Словении за неуплату премиальных игрокам, из чего следовало, что Россия автоматически займёт место Словении. По другой версии, Россия должна была занять место Нигерии.

## В массовой культуре

### Сюжет в программе «Человек и закон»
4 декабря 2009 на Первом канале вышла программа «Человек и закон», в которой ведущий Алексей Пиманов предоставил ставший скандально известным сюжет о сборной России: по заявлению его авторов, игроки сборной за несколько дней до игры собрались в ресторане на вечеринку, на которой они якобы курили кальян, употребляли алкогольные напитки и проводили время в обществе девушек лёгкого поведения. Сами футболисты назвали данный сюжет фальсификацией и провокацией, а братья Алексей и Василий Березуцкие даже подали в суд на Алексея Пиманова за клевету, но проиграли дело.
По заявлениям независимых экспертов, все основные заявления журналистов были признаны недостоверными, поскольку там было найдено очень много неточностей. Поддержал их и футбольный комментатор Василий Уткин, заявив в эфире программы «Футбольный клуб», что показанное видео в эфире программы «Человек и закон» является фальсификацией. Несколько приведенных объяснений:
1. «Когда о футболе говорит человек, и вообще о спорте, говорит человек, который, он может им интересоваться досконально, но он им не занимается, вот, как журналист, профессионально, повседневно, он не занимается как спортсмен, то есть спорт, в общем, ему чужд как увлечению. Когда о нем говорит порой даже самый блестящий журналист, получается такая ересь».
2. «Видите ли в чем дело, я, не то чтобы завсегдатай, но много раз там бывал в самых разных компаниях. Знаете, этот ресторан не работает до пяти утра (с ухмылкой). Вы можете сказать всё, что угодно о своём опыте. <..> Друзья мои, ну, если у вас получится вот в этом ресторане просидеть до пяти утра, в обычный, нормальный, не банкетный день и не в Новогоднюю ночь. Вот тогда и скажите».
3. «И самое главное, что для этого материала характерно: там снимали скрытой камерой сотрудников отеля Мариот, там снимали сотрудника ресторана. Понимаете, ведь там все эти люди дают довольно общее наблюдение, что вообще там порой происходило, вот в Мариоте, в частности: нет никаких указании на то, что приходили в определенное время, в частности, перед матчем со Словенией»

### Юмористические передачи
- Сюжет всё той же передачи стал основой для одного из номеров команды КВН «Прима», показанного в финале Высшей лиги КВН 2009 на Первом канале: по задумке, выпуск этой передачи появлялся в том случае, если бы сборная России проходила в финальную часть чемпионата мира 2010.
- Команда диджеев «Мурзилки International», работающих на Авторадио, исполнила посвящённую этому матчу песню «Россия когда-нибудь победит», используя аранжировку песни «Разум когда-нибудь победит» группы «Смысловые галлюцинации».
- Хип-хоп-исполнители не обошли этот матч стороной: рэпер S.H.O.T. записал композицию «Словения-Россия — один-ноль», добавив туда в качестве семплов фрагменты репортажей Первого канала; исполнитель ФриМайк записал также дисс на арбитра той встречи Терье Хауге, обвиняя его в некомпетентом судействе и обильно используя при этом ненормативную лексику.
- Резидент Comedy Club Семён Слепаков сочинил и исполнил в эфире песню «Маленький член», посвящённую Андрею Аршавину. В ней есть следующие строки:

И для участия в матче ответственном
Ты прилетел из далёкой страны 
Ведь в предстоящей игре со словенцами
Были голы твои очень нужны.
Все россияне на позитиве
Ждали свершений и перемен,
Но в этот вечер был не активен
Сборной России маленький член.